# Rosaleda del parque del Oeste

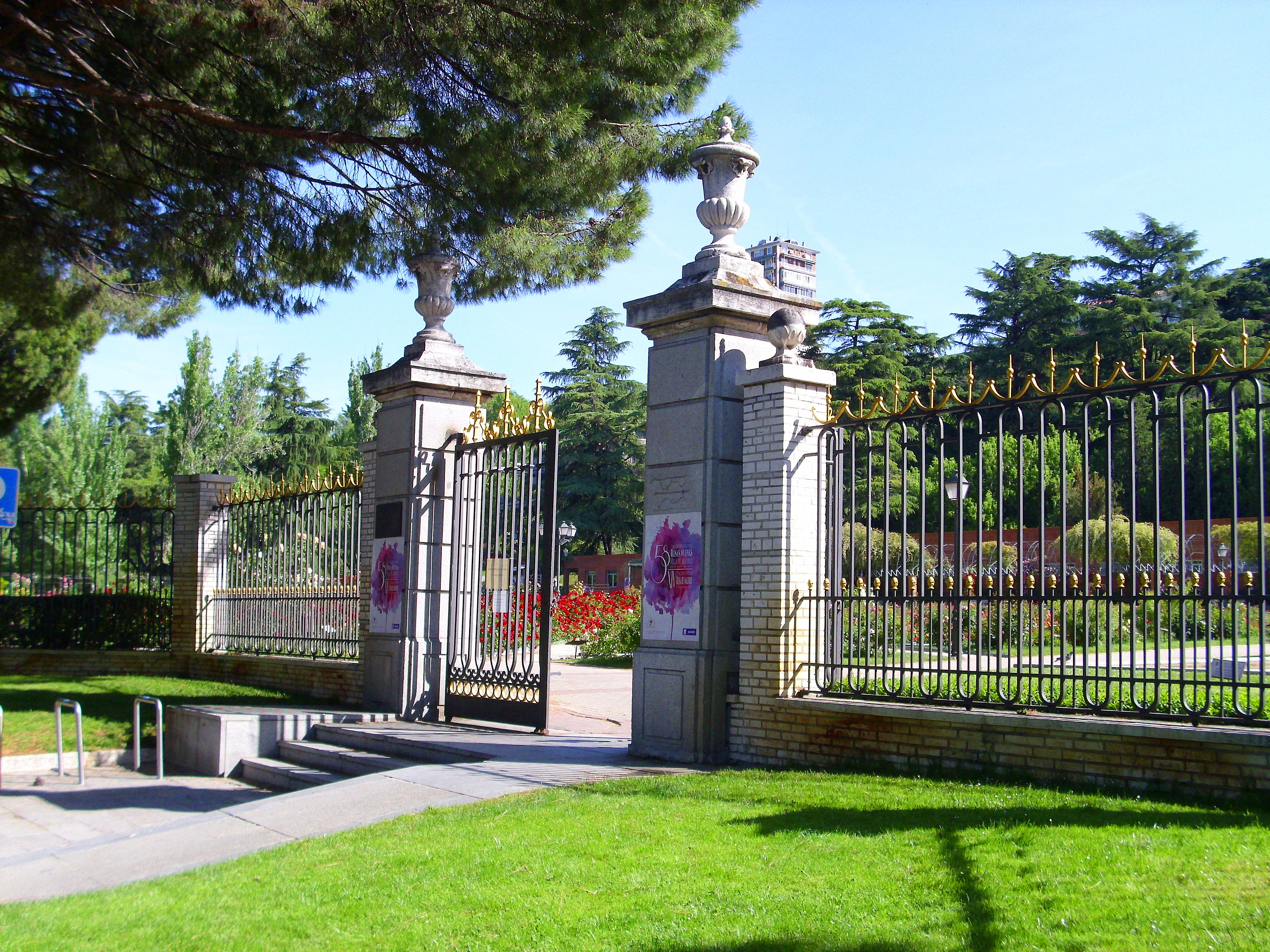
Entrada de la rosaleda.

La rosaleda del parque del Oeste también denominada más formalmente como Jardín de Ramón Ortíz, Rosaleda de Madrid es una rosaleda de 32 000 m² de extensión, que se encuentra en el Parque del Oeste de la ciudad de Madrid, España.

## Localización
Rosaleda del parque del Oeste C/ Rosaleda 2, Barrio / Distrito: Casa de Campo/Moncloa-Aravaca 28008 Madrid España.
- Promedio anual de precipitaciones: 418 mm
- Altitud: 595 m s.n.m.

Está abierta todos los días del año de 10:00 a 21:00 horas. La entrada es libre y gratuita.

## Historia
La rosaleda del Parque del Oeste fue diseñada y construida por el Jardinero Mayor del Ayuntamiento de Madrid Ramón Ortíz en 1956.
En su parte central tiene un estanque con nenúfares que está presidido por una fuente con una escultura de una ninfa.
Desde su creación se celebra cada mes de mayo el "Concurso Internacional de Rosas Nuevas de la villa de Madrid". Las variedades premiadas pasan a formar parte de la colección permanente del jardín.
Las variedades de rosas que participan en el concurso se cultivan durante un periodo de 3 años y a cada una de ellas se le adjudica un número que será al que voten los expertos en el concurso anual.
También se celebra el "Concurso popular Rosa de Madrid" donde cualquier persona puede votar por la rosa más bella de todas las que se presentan al Concurso Internacional, y se le regala una rosa. Entre todos los asistentes que hayan votado a la rosa que ha obtenido más votos se les regala una planta de rosal.

Detalles
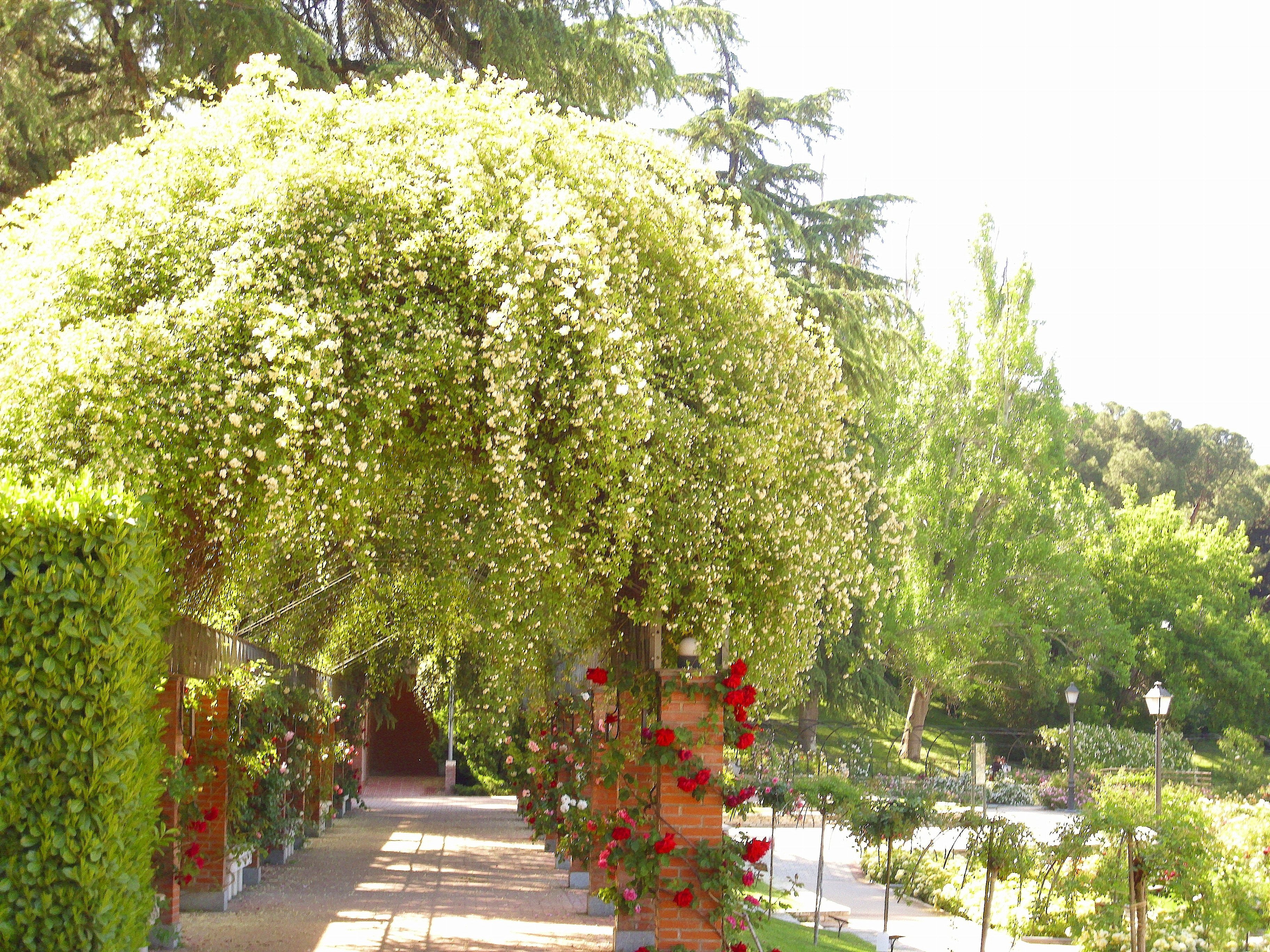
Rosal Banksiae 'Lutea' rampante y trepadores en la pérgola lateral.

La rosaleda del Parque del Oeste fue galardonada en 2006 por la World Federation of Rose Societies con el « 'Award of Garden Excellence'», reconociéndola como una de las rosaledas "excepcionales de todo el mundo".

## Colecciones
Alberga más de 600 variedades de rosas con 20.000 rosales.
Con las rosas premiadas cada año con el galardón Rosa de Madrid Medalla de Oro.

Galardones
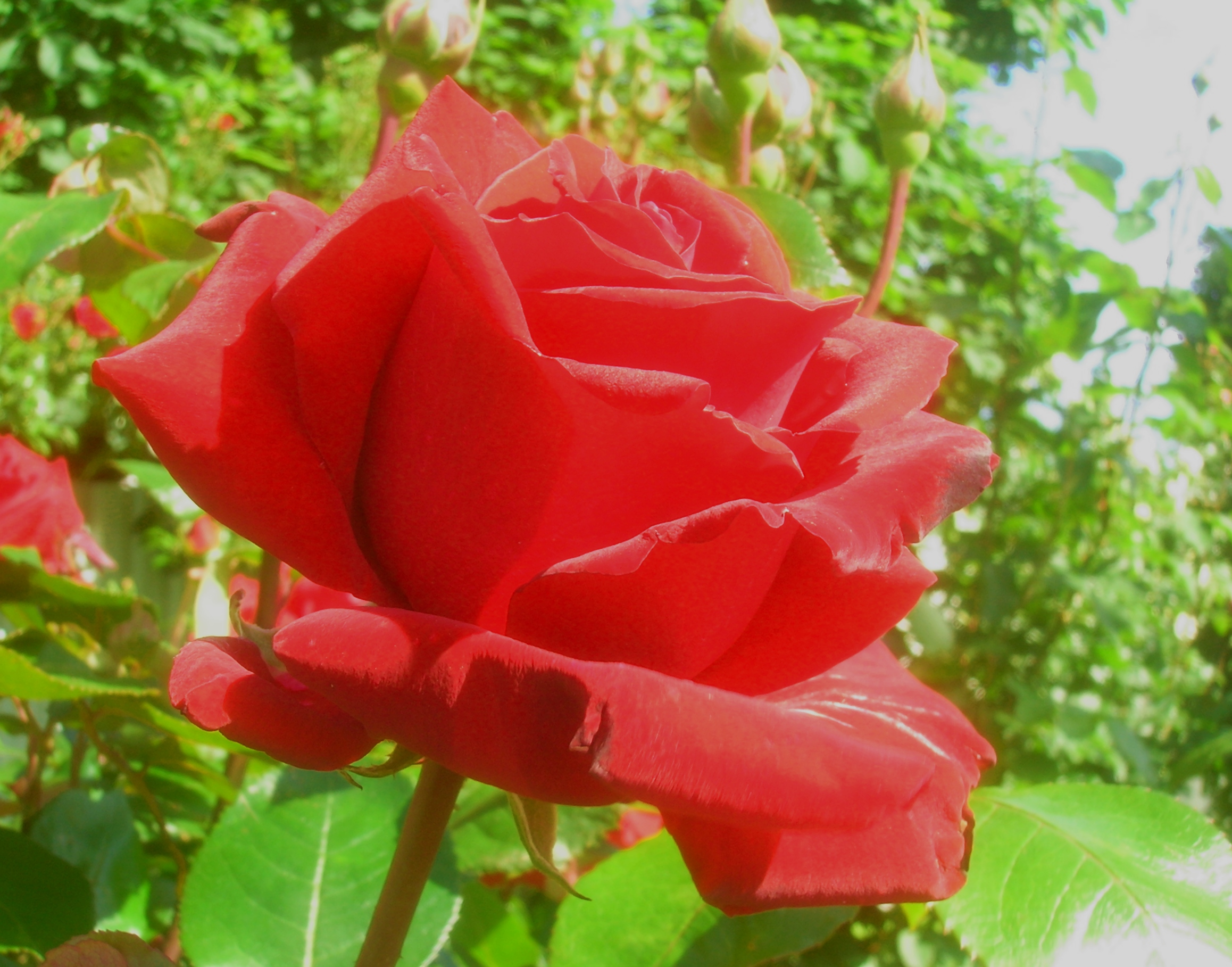
'Ingrid Bergman', Poulsen 1984. Medalla de oro de Madrid en 1986.
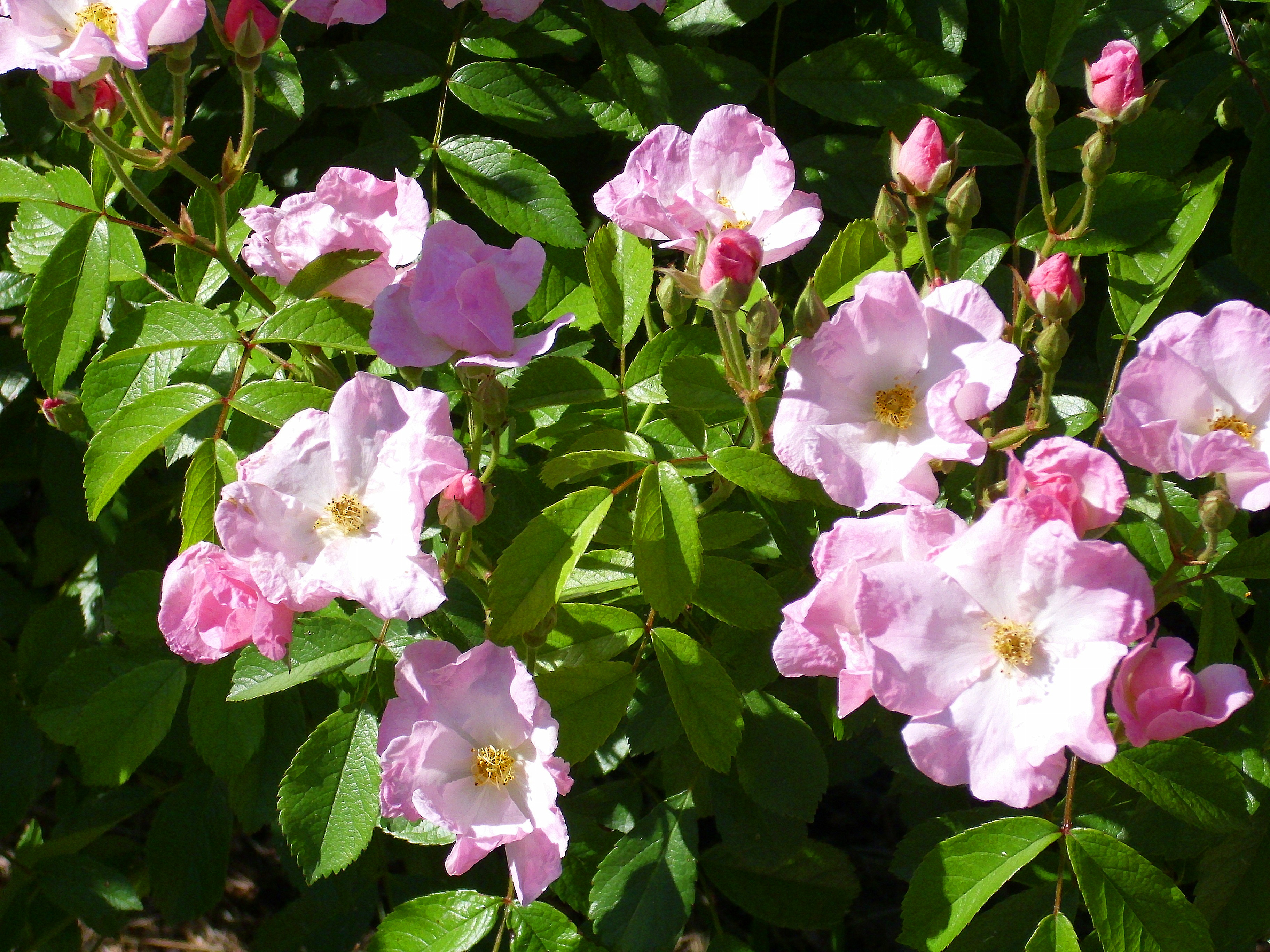
'Frisson Frais', Louis Lens 1992. Medalla de oro de Madrid 1992.
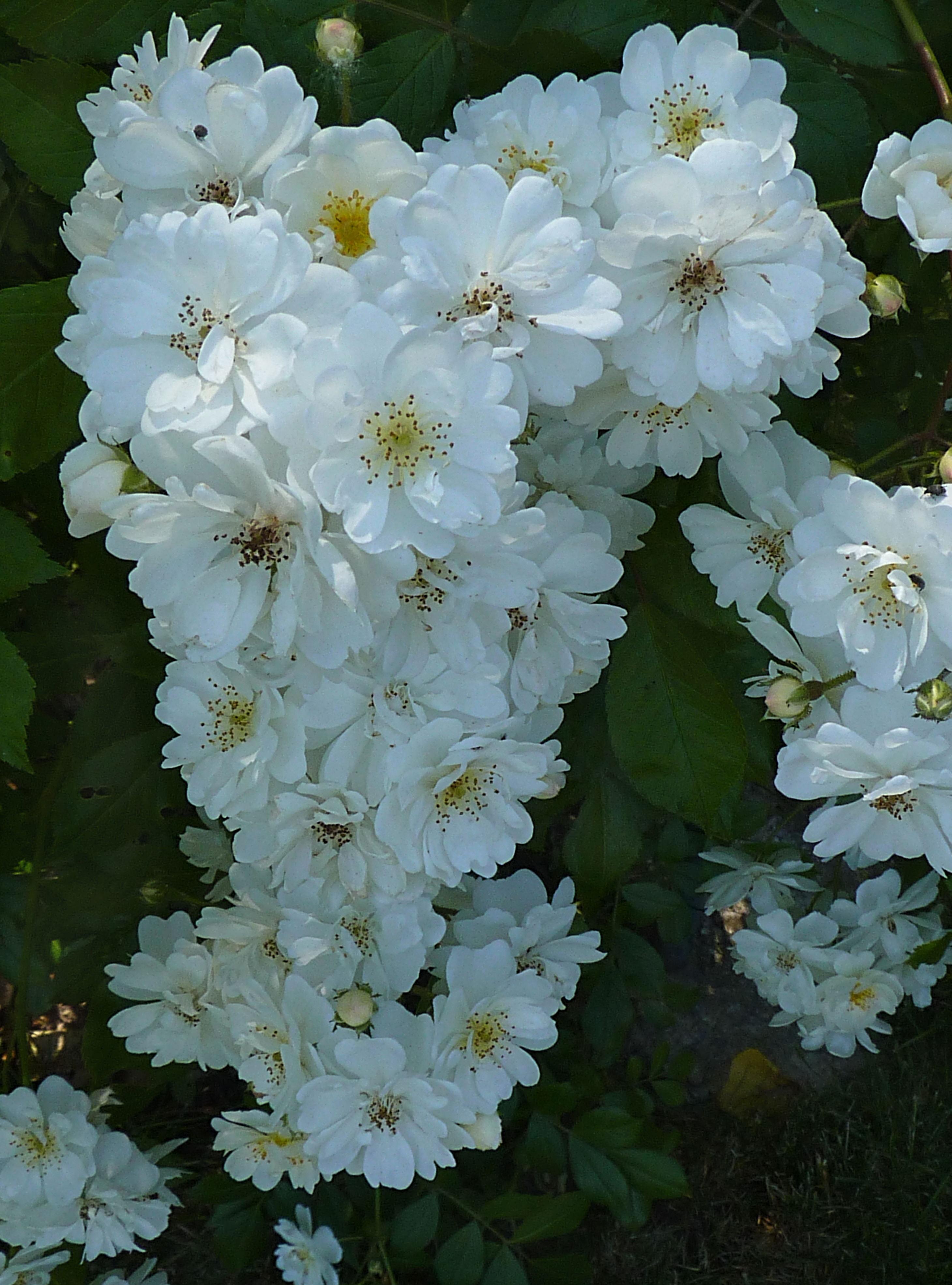
'Guirlande d'amour', Louis Lens 1993. Medalla de oro de Madrid 1994.
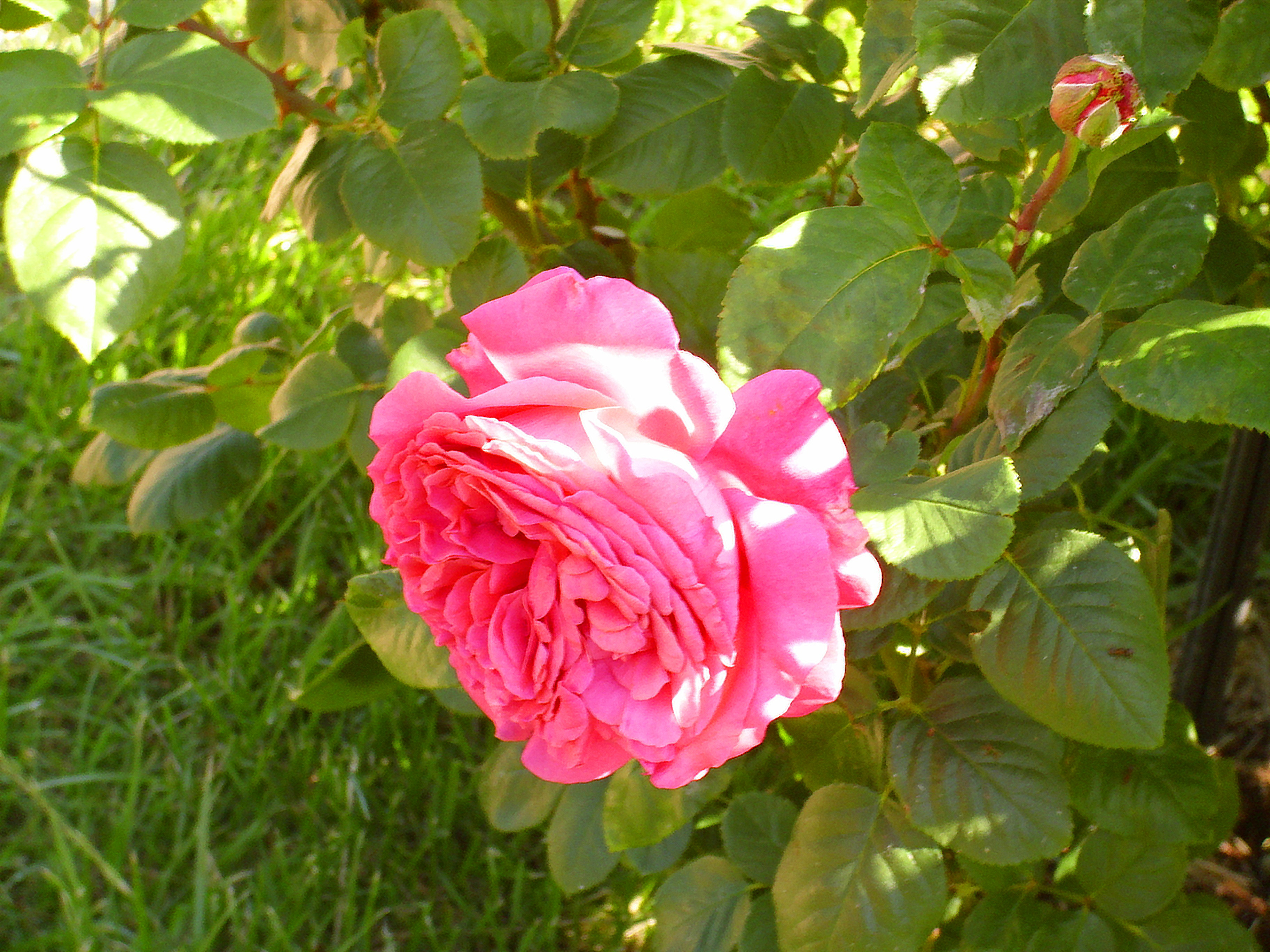
'Chartreuse de Parme', Delbard 1996. Medalla de plata de Madrid y mejor perfume de 1996.
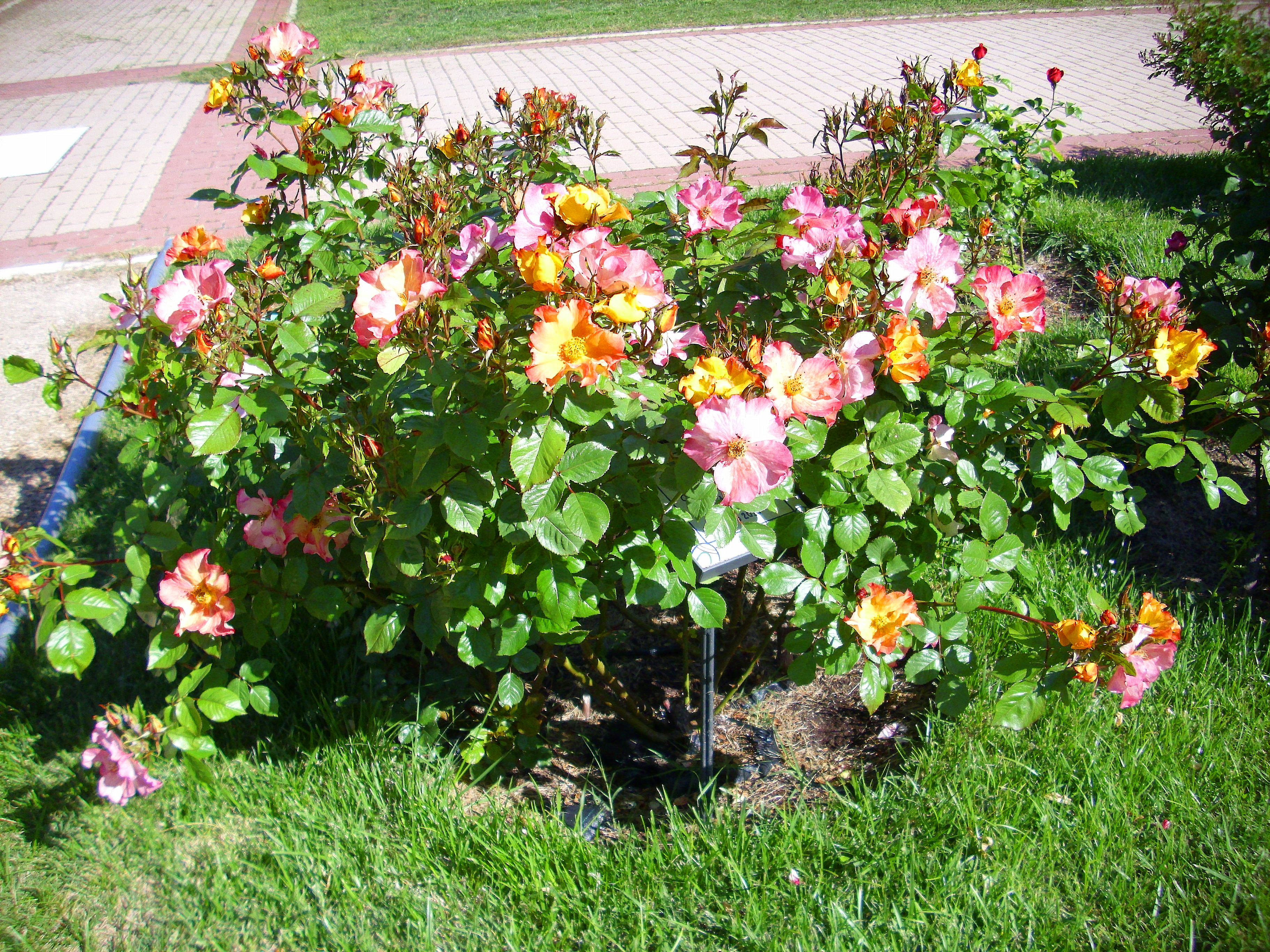
'BAR 6953', Barni 2010. Medalla de oro de Madrid 2010.
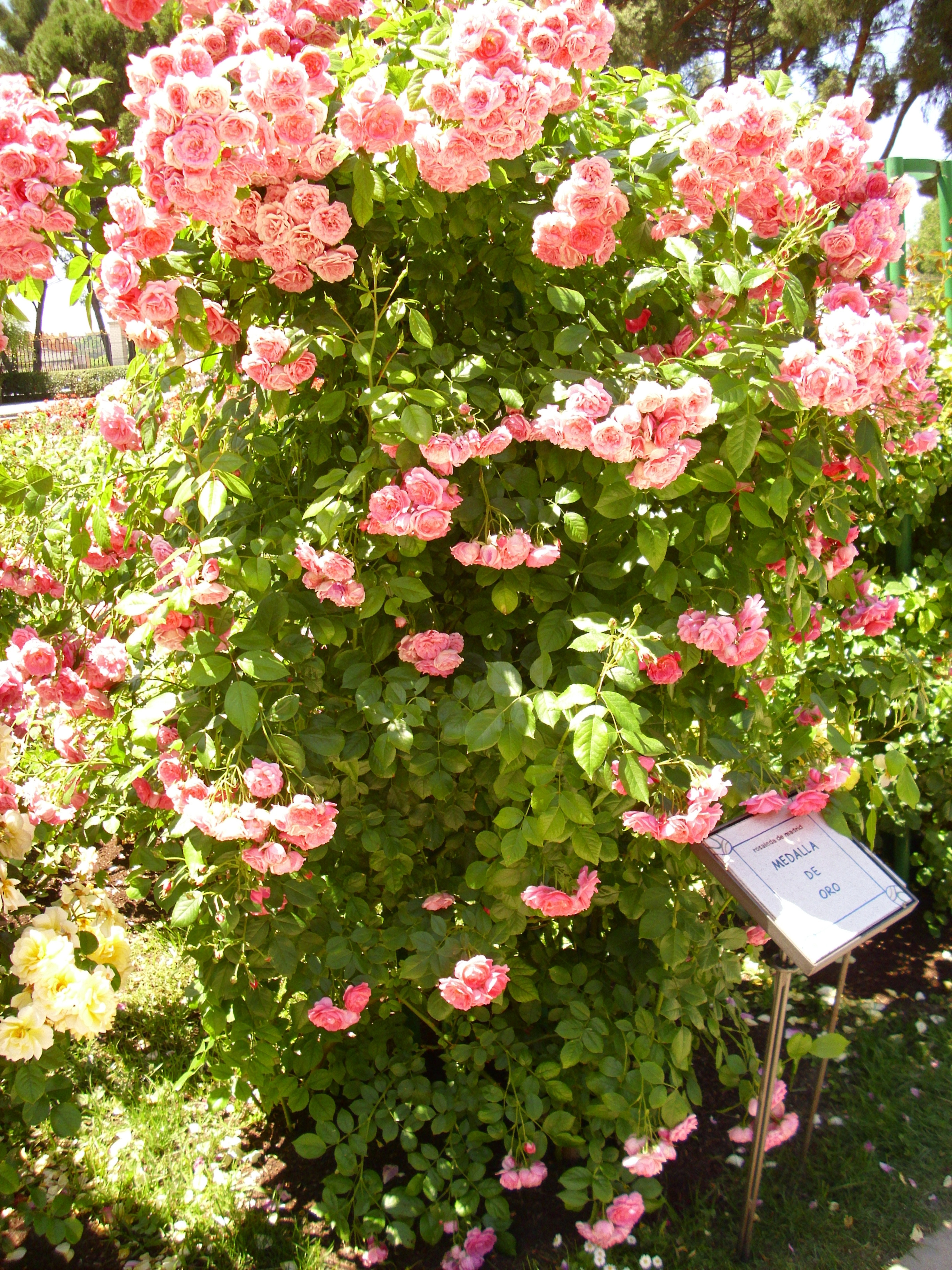
Medalla de oro de Madrid 2014.

Tiene una importante representación de variedades de rosales españoles. Con un nutrida representación de rosales de obtentores españoles

Obtentores
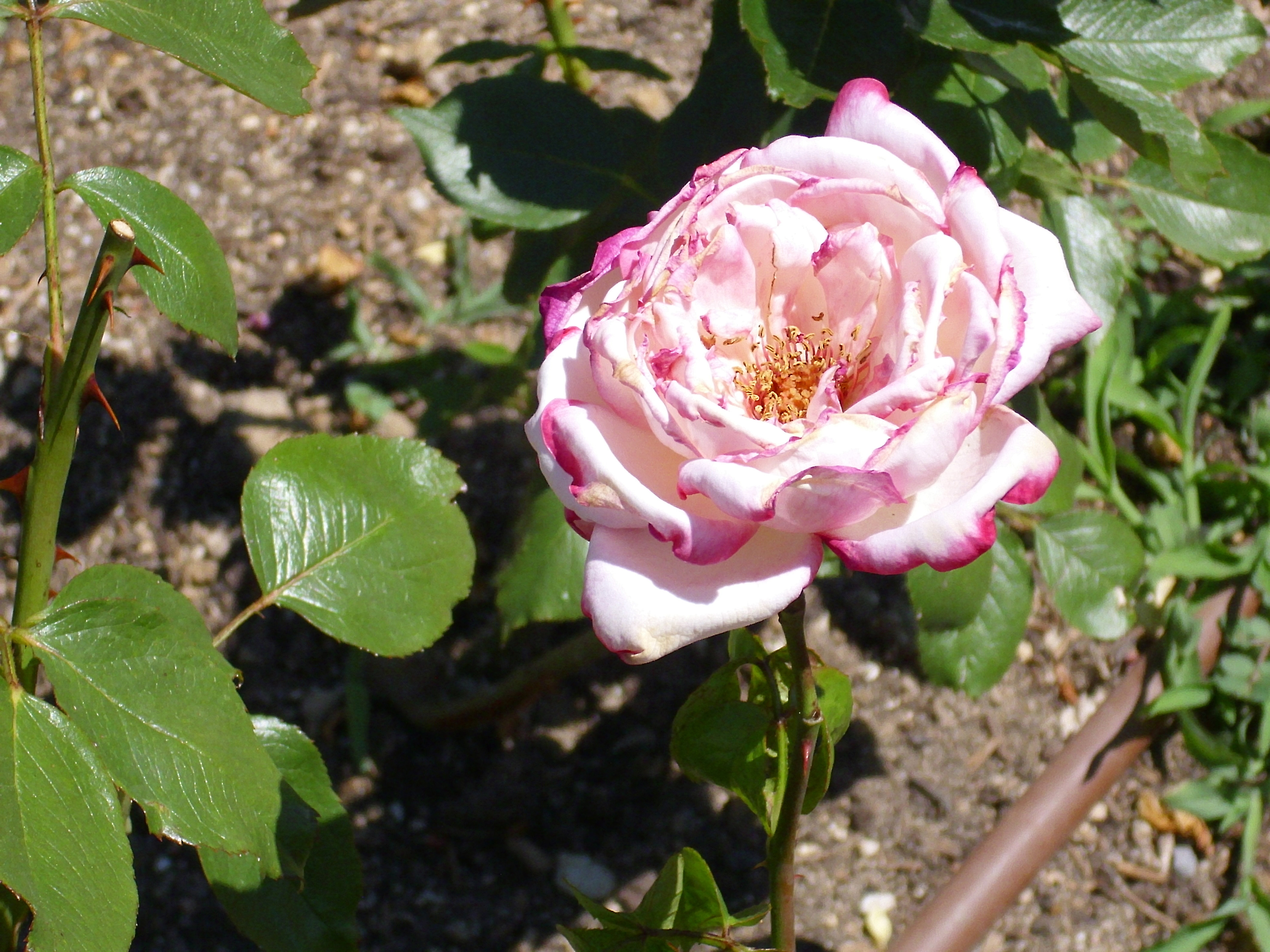
'Condesa de Mayalde', Pedro Dot 1956. Medalla de Oro 1956.
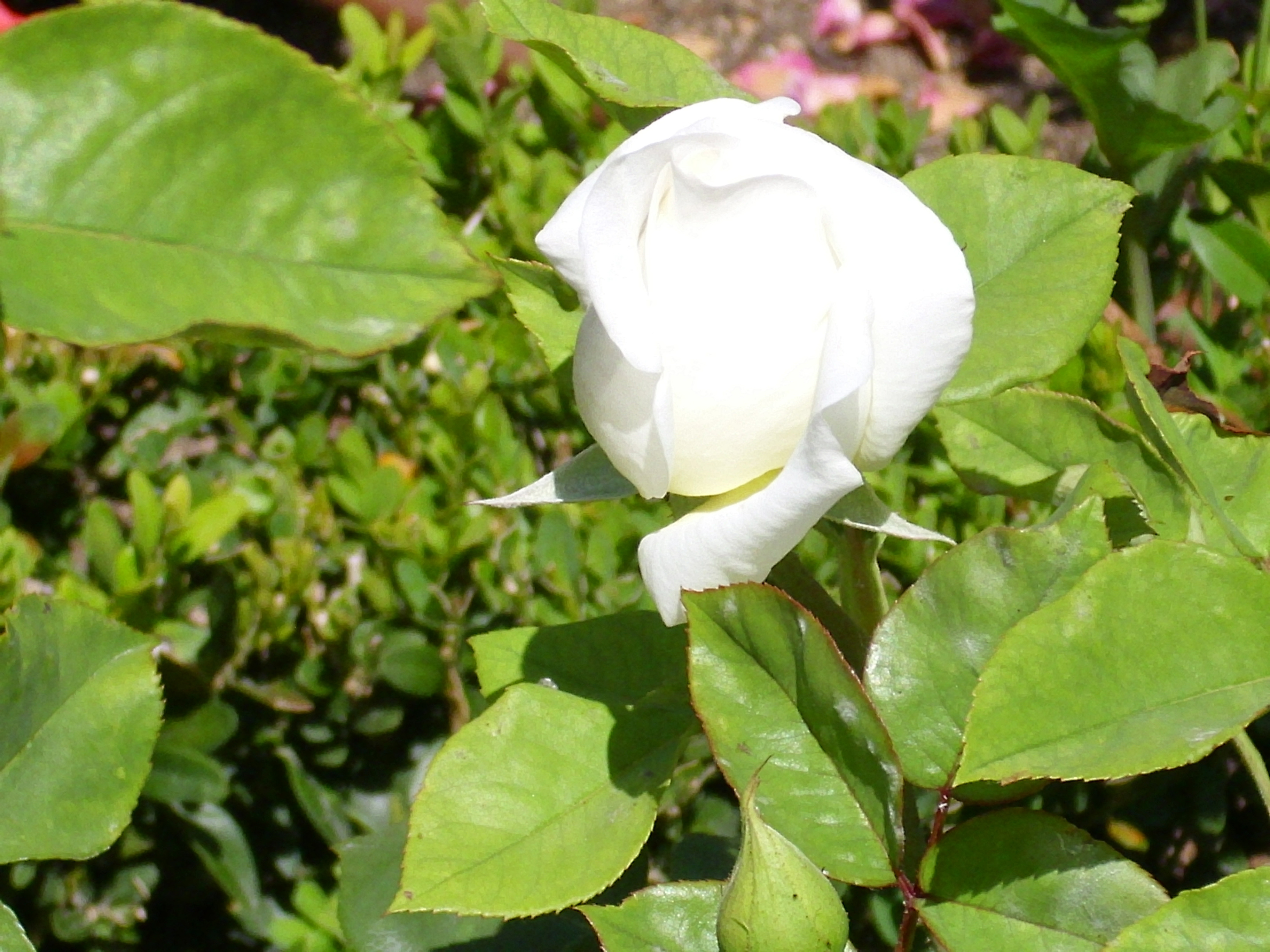
'Amistad Sincera', C. Camprubí 1957. Certificado 1.ª 1957.
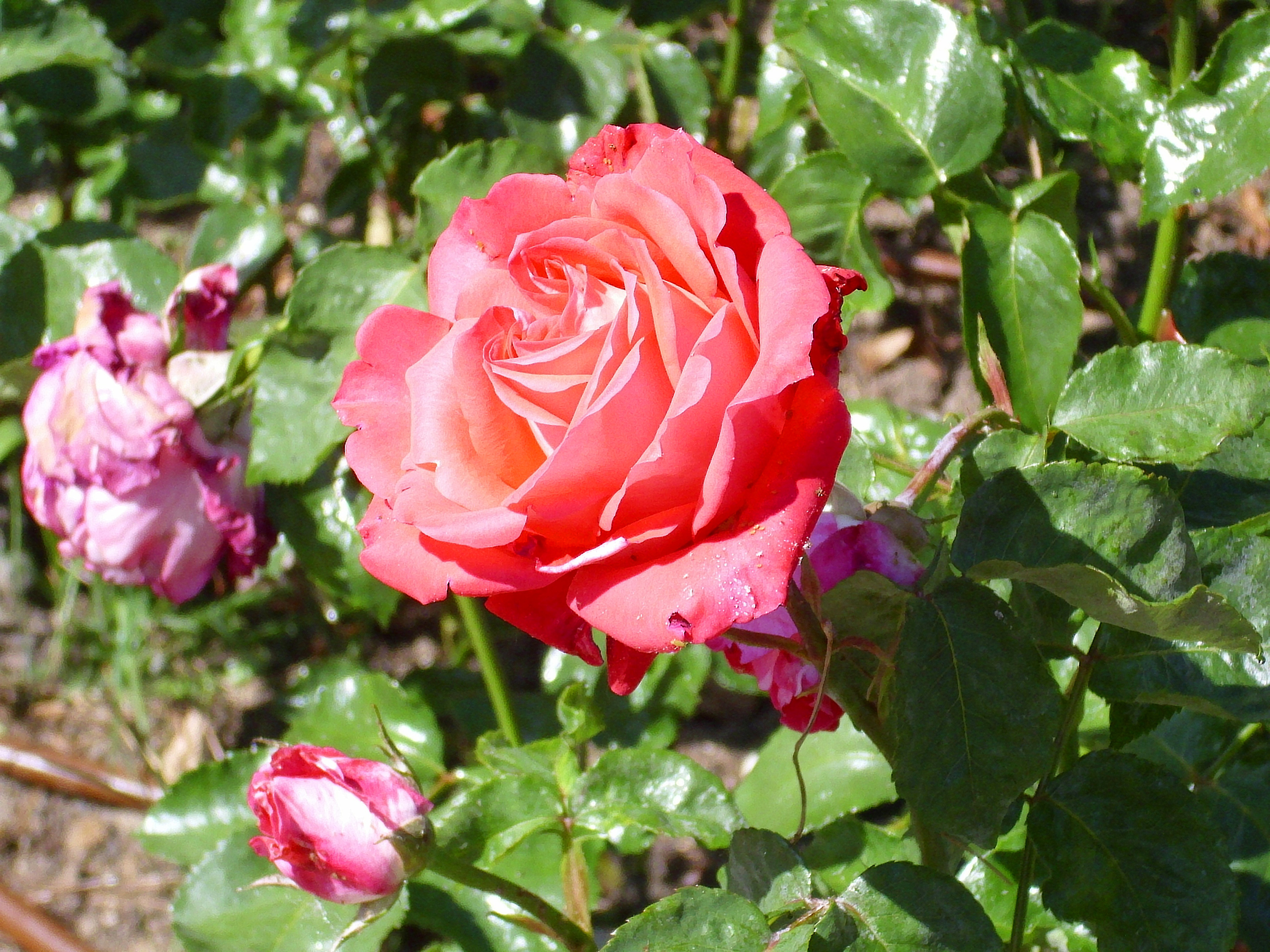
'Miami Playa', Simón Dot 1976. Cert. 2.ª y mejor perfume 1976.
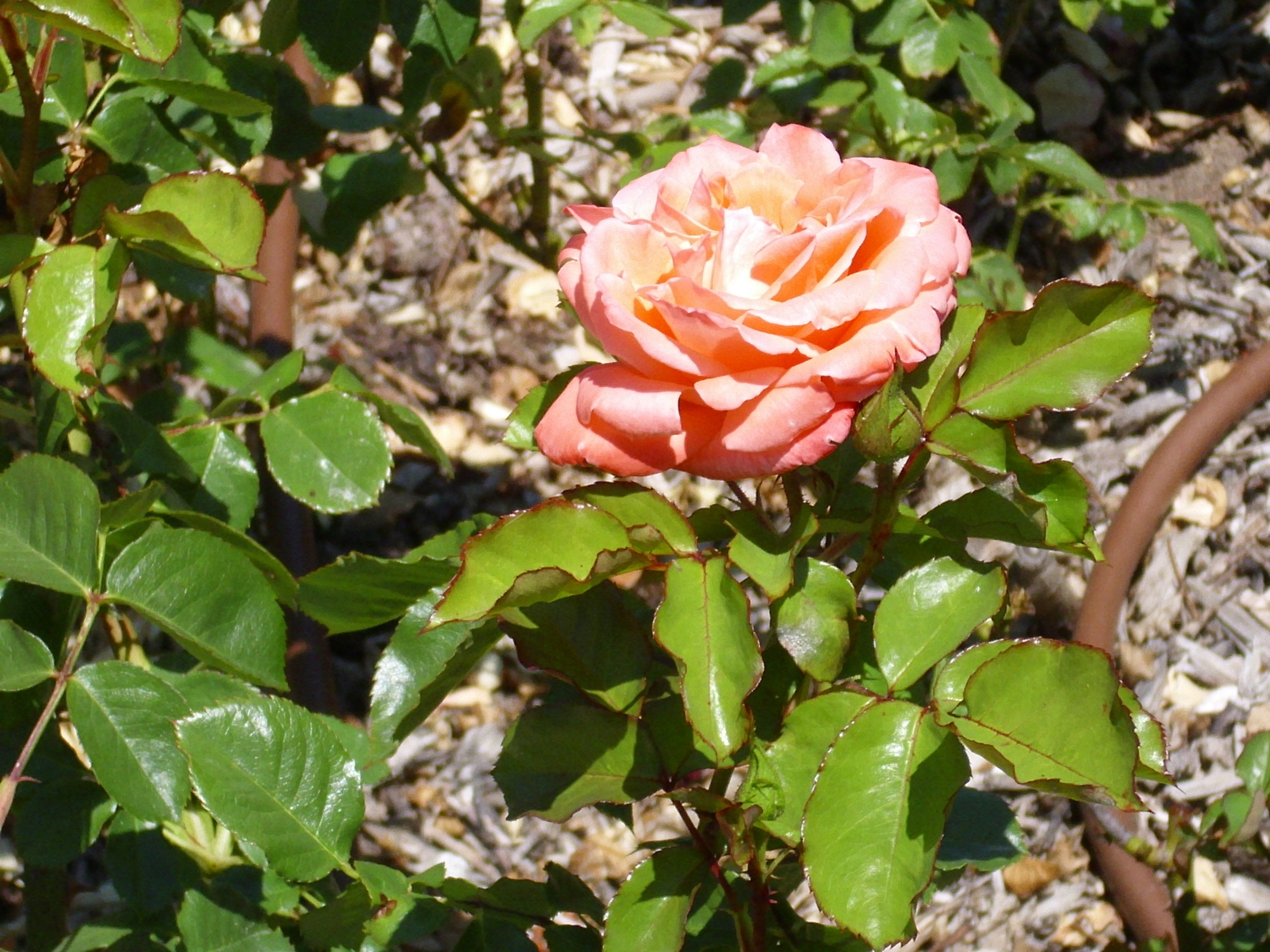
'Dorita', José Galán 1976. Mejor variedad española en 1976.
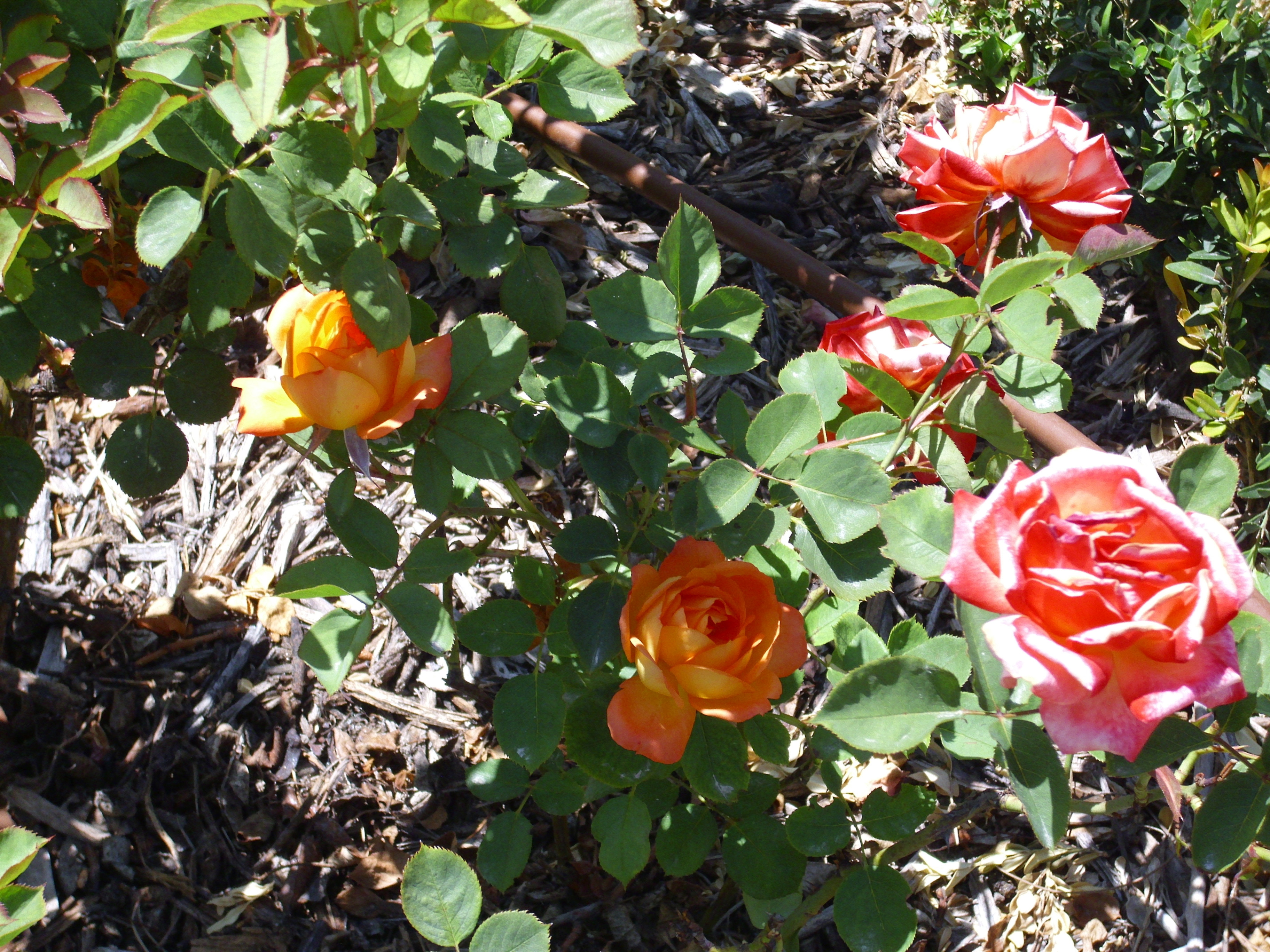
'María Ribas de Bañuls', V. Muñoz 1985. Mejor variedad española en 1985.
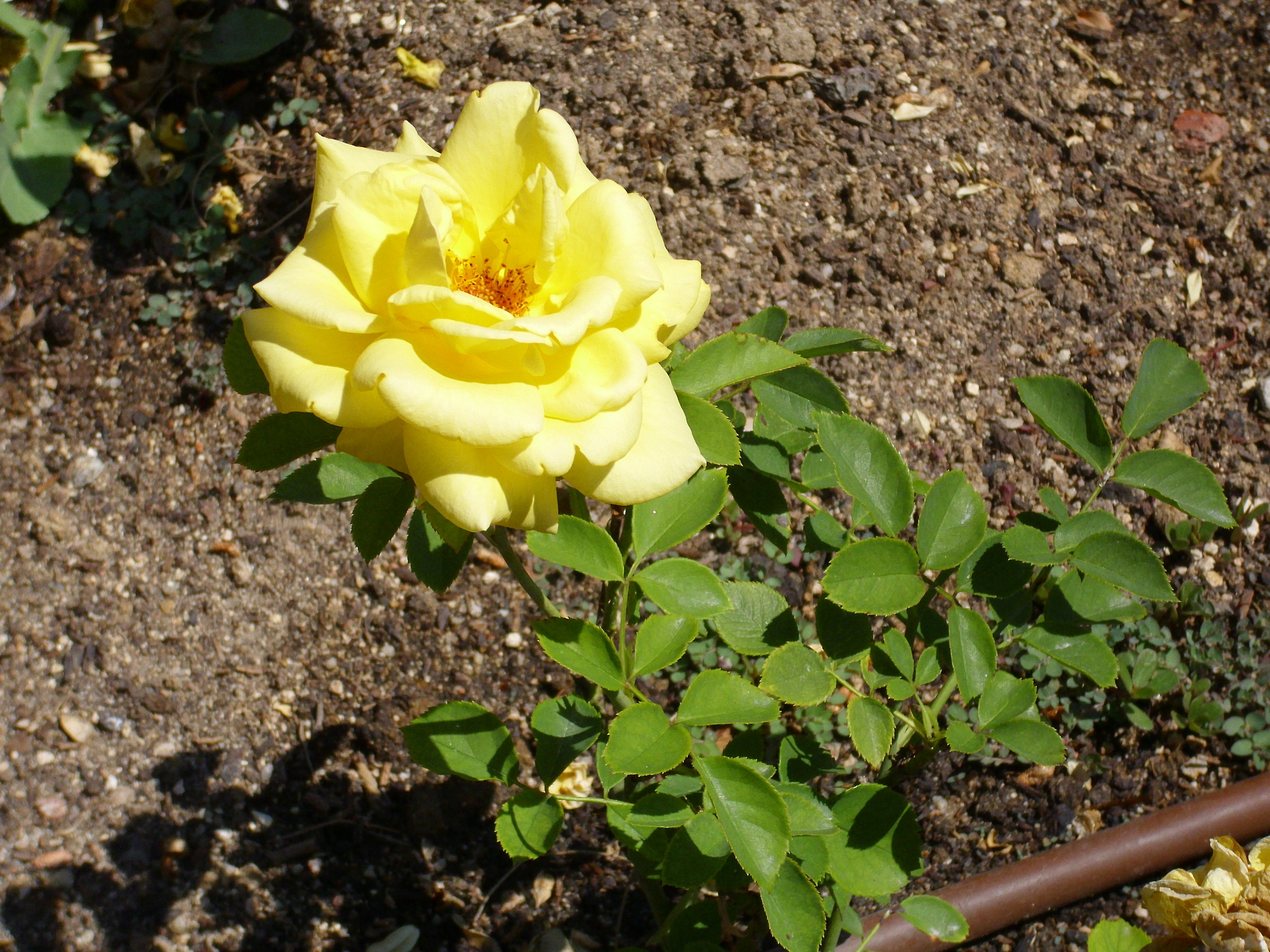
'Lourdes Arroyo', F. Ferrer 1993. Mejor variedad española en 1993.
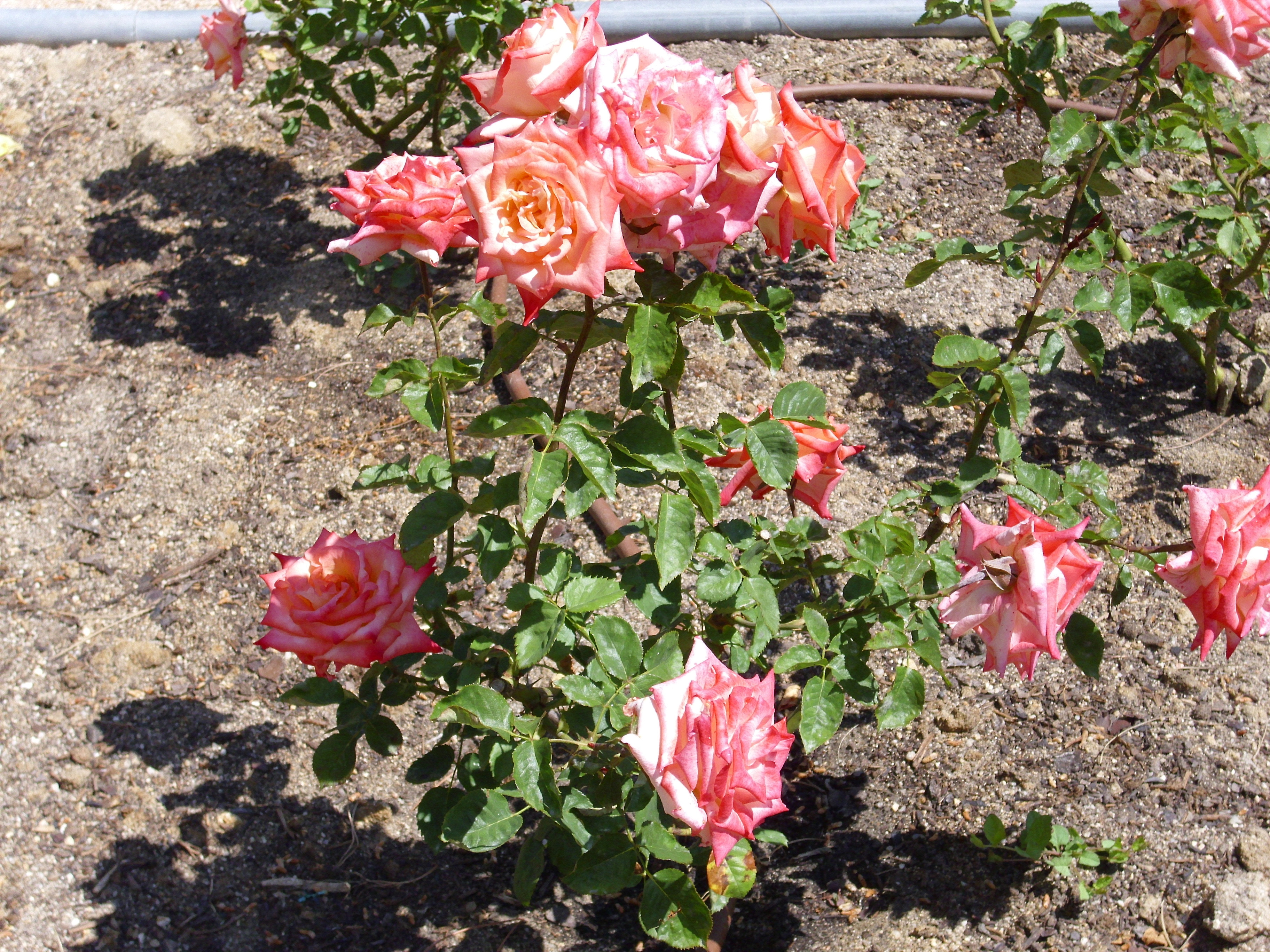
'FEpoc', Matilde Ferrer 2013. Mejor variedad española en 2013.

En la Rosaleda de Madrid existen representaciones de las más importantes variedades de obtentores de rosales de todo el mundo. Además de servir de soporte a tan importante colección de rosas sirve como parcela de ensayo para ver el comportamiento de tales rosales en nuestras latitudes.
En la rosaleda hay varios estanques centrales con plantas acuáticas.